# Nepalesische Cricket-Nationalmannschaft in den Vereinigten Arabischen Emiraten in der Saison 2018/19
Die Tour der nepalesischen Cricket-Nationalmannschaft in die Vereinigten Arabischen Emirate in der Saison 2018/19 fand vom 25. Januar bis zum 3. Februar 2019 statt. Die internationale Cricket-Tour war Bestandteil der Internationalen Cricket-Saison 2018/19 und umfasste drei ODIs und drei Twenty20. Nepal gewann die ODI- und Twenty20-Serien jeweils mit 2–1.

## Vorgeschichte
Die Vereinigten Arabischen Emirate spielten zuvor ein Twenty20 gegen Australien, für Nepal war es die erste Tour der Saison.

## Stadion
Das folgende Stadion wurde für die Tour als Austragungsort vorgesehen.
| Stadion            | Stadt | Kapazität | Spiele               |
| ------------------ | ----- | --------- | -------------------- |
| ICC Academy Ground | Dubai |           | 1.–3. ODI; 1.–3. T20 |

## Kaderlisten
Die Kader werden kurz vor der Tour bekanntgegeben.
| ODI | ODI | Twenty20 | Twenty20 |
| Ver. Arab. Emirate | Nepal | Ver. Arab. Emirate | Nepal |
| --- | --- | --- | --- |
| - Mohammad Naveed (K) - Muhammad Usman (VK) - Ashfaq Ahmed - Qadeer Ahmed - Sultan Ahmed - Shaiman Anwar - Mohammad Boota - Imran Haider - Amir Hayat - Zahoor Khan - Tahir Mughal - Fahad Nawaz - Chundangapoyil Rizwan - Ghulam Shabber - Abdul Shakoor - Chirag Suri | - Paras Khadka (K) - Gyanendra Malla (VK) - Dipendra Singh Airee - Pradeep Airee - Binod Bhandari - Abinash Bohara - Sundeep Jora - Sompal Kami - Karan KC - Sandeep Lamichhane - Rohit Paudel - Lalit Rajbanshi - Basanta Regmi - Pawan Sarraf - Bhim Sharki - Aarif Sheikh | - Mohammad Naveed (K) - Muhammad Usman (VK) - Ashfaq Ahmed - Qadeer Ahmed - Sultan Ahmed - Shaiman Anwar - Mohammad Boota - Imran Haider - Amir Hayat - Zahoor Khan - Fahad Nawaz - Chundangapoyil Rizwan - Ghulam Shabber - Abdul Shakoor - Chirag Suri | - Paras Khadka (K) - Gyanendra Malla (VK) - Dipendra Singh Airee - Pradeep Airee - Binod Bhandari - Abinash Bohara - Sundeep Jora - Sompal Kami - Karan KC - Sandeep Lamichhane - Rohit Paudel - Lalit Rajbanshi - Basanta Regmi - Pawan Sarraf - Bhim Sharki - Aarif Sheikh |

## One-Day Internationals

### Erstes ODI in Dubai
| 25. Januar Scorecard | Dubai (IAG) | Nepal 113 (33.5)                             | – | Ver. Arab. Emirate 116-7 (32.1) |
|                      |             | Die Ver. Arab. Emirate gewinnt mit 3 Wickets |   |                                 |

### Zweites ODI in Dubai
| 26. Januar Scorecard | Dubai (IAG) | Nepal 242-9 (50)           | – | Ver. Arab. Emirate 97 (19.3) |
|                      |             | Nepal gewinnt mit 145 Runs |   |                              |

### Drittes ODI in Dubai
| 28. Januar Scorecard | Dubai (IAG) | Ver. Arab. Emirate 254-6 (50) | – | Nepal 255-6 (44.4) |
|                      |             | Nepal gewinnt mit 4 Wickets   |   |                    |

## Twenty20 Internationals

### Erstes Twenty20 in Dubai
| 31. Januar Scorecard | Dubai (IAG) | Ver. Arab. Emirate 153-6 (20)              | – | Nepal 132-7 (20) |
|                      |             | Die Ver. Arab. Emirate gewinnt mit 21 Runs |   |                  |

### Zweites Twenty20 in Dubai
| 1. Februar Scorecard | Dubai (IAG) | Ver. Arab. Emirate 107 (19.2) | – | Nepal 111-6 (19.3) |
|                      |             | Nepal gewinnt mit 4 Wickets   |   |                    |

### Drittes Twenty20 in Dubai
| 3. Februar Scorecard | Dubai (IAG) | Nepal 104-8 (10)          | – | Ver. Arab. Emirate 90-8 (10) |
|                      |             | Nepal gewinnt mit 14 Runs |   |                              |